# Rogue Legacy 2
Rogue Legacy 2 é um jogo eletrônico de plataforma desenvolvido e publicado pela Cellar Door Games. É a sequência de Rogue Legacy (2013), e foi lançado para Microsoft Windows via acesso antecipado em agosto de 2020. A versão completa do jogo foi lançada em 28 de abril de 2022 para Windows, Xbox One e Xbox Series X/S.

## Jogabilidade
Rogue Legacy 2 é um jogo eletrônico de plataforma com elementos de roguelike e Metroidvania. No jogo, o jogador assume o controle de um cavaleiro, que deve explorar masmorras geradas proceduralmente a fim de coletar seus tesouros e derrotar os inimigos. Enquanto o cavaleiro está equipado com espadas e escudos, e magos podem lançar magia, o jogo apresenta várias classes adicionais. Essas novas classes incluem o "Ranger" que pode invocar plataformas e usar flechas de fogo, e o "Barbarian" que usa um machado. Como um roguelike, os jogadores terão que começar do início quando o avatar do jogador for morto no jogo. No entanto, o ouro coletado em cada partida pode ser gasto em atualizações permanentes, como novas armas, equipamentos e runas. Quando o jogador começar uma jogatina novamente, ele terá que escolher um personagem aleatório com diferentes características genéticas, o que pode aumentar ou prejudicar a eficiência de combate do jogador. Enquanto exploram uma masmorra, eles também coletam Heirlooms, que são atualizações de habilidades permanentes que estão escondidas em salas especiais.

## Desenvolvimento
A Cellar Door Games anunciou Rogue Legacy 2 em 3 de abril de 2020. Embora o estúdio planejasse lançar o jogo via acesso antecipado em julho de 2020, mais tarde foi adiado para 18 de agosto de 2020. O lançamento inicial em acesso antecipado continha uma masmorra e meia, quatro classes de jogo e um chefe inimigo. O estúdio planejava lançar grandes atualizações a cada dois meses e esperava que o jogo ficasse em acesso antecipado por cerca de um ano. O desenvolvimento do jogo durou cerca de quatro anos. Posteriormente, Rogue Legacy 2 deixou de ser um título em acesso antecipado e foi lançado em 28 de abril de 2022 para Microsoft Windows, Xbox One e Xbox Series X/S.

## Recepção
Rogue Legacy 2 recebeu "aclamação universal" da crítica para a sua versão de Xbox Series X/S de acordo com o agregador de resenhas Metacritic; a versão para Windows recebeu avaliações "geralmente favoráveis".
Michtell Satlzman, da IGN, deu ao jogo uma nota 9/10, afirmando que Rogue Legacy 2 é "uma sequência transformadora que essencialmente reconstrói o extraordinariamente influente jogo original de 2013 em um roguelite moderno que fica quase ombro a ombro com a melhor coisa do gênero." Richard Wakeling, da GameSpot, concedeu prós semelhantes e deu ao jogo uma nota 9/10. A base geral de jogadores elogiaram o jogo com avaliações positivas, enquanto que outros avaliaram-no negativamente, com a sua repetitividade e design de jogo servindo como as principais fontes de críticas.